# Odynerus genalis
Odynerus genalis är en stekelart som beskrevs av Giordani Soika. Odynerus genalis ingår i släktet lergetingar, och familjen Eumenidae. Inga underarter finns listade i Catalogue of Life.